# Christian Schäffer
Christian Karl Schäffer (* 21. Dezember 1805 in Willmenrod im Westerwaldkreis; † 25. Dezember 1896 ebenda) war ein deutscher Landwirt, Bürgermeister sowie Mitglied der Landstände des Herzogtums Nassau.

## Leben
Christian Schäffer wurde als Sohn des Schultheißen Johannes Schäffer (1774–1834) und dessen Ehefrau Regine Johanette Färber (1772–1844) geboren und übernahm den elterlichen Landwirtschaftsbetrieb. Er war – wie sein Vater – Bürgermeister in Willmenrod und hatte in dieser Funktion von 1852 bis 1857 ein Mandat für die Zweite Kammer der Landstände des Herzogtums Nassau, gewählt für den Wahlkreis III Rennerod.